# 陳イ (四川将軍)
陳 宧（ちん い）は、清末民初の軍人政治家。袁世凱の下で四川省の将軍として中国西南部の軍政に関与した。原名は寛培。字は養細。号は二庵。なお「陳宦」との表記は誤りである。

## 事績

### 清末、民国成立直後の事跡
清末に会試に合格し、中書として採用された。1897年（光緒23年）、湖北省武備学堂に入学し、卒業後は北京で武衛前軍管帯に任命された。1903年（光緒29年）、四川総督錫良から幇統に任命される。新軍を訓練し、常備軍6営、工作兵1営を組織した。光緒32年（1906年）、四川新軍第33混成協統領兼四川武備学堂会弁に任命された。同年、陸軍小学が設置されると、陳宧はこの会弁も兼任している。
1907年（光緒33年）、雲貴総督に異動した錫良に陳宧も随行し、雲南新軍協統兼雲南陸軍講武堂堂長をつとめた。1909年（宣統元年）2月、錫良が東三省総督に異動すると、やはり陳もこれに随行し、奉天督練公所総参議に任命された。1910年（宣統2年）、東北新軍第20鎮統制官として奉天に駐留している。1911年（宣統3年）にはドイツへ軍事留学した。
辛亥革命後、帰国した陳宧は、錫良の推薦で袁世凱に任用された。1912年（民国元年）、北京政府参謀部参謀次長に抜擢された。しかも、実際には参謀総長代理（参謀総長は黎元洪）として参謀部の実権を掌握し、後に陸軍中将の位を授与された。1914年（民国3年）5月、袁が陸海軍大元帥統率弁事処を設置すると、陳もこの構成員となる。主に西南部（四川、雲南、貴州）の軍事問題について研究し、意見を奉呈した。

### 四川将軍として
1915年（民国4年）2月、陳宧は毅威将軍兼会弁四川軍務に任命され、3個旅を率いて四川入りした。5月21日、四川巡按使を兼任する。6月22日、四川巡按使署理、成武将軍兼行督理四川軍務に特任された。
陳宧は、袁世凱の権威を四川に及ぼすために、国民党や共和党、進歩党などの政党や川軍（四川軍）の勢力を排除した。さらに同年11月以降は、袁の皇帝即位を後押しし、四川省の代表による帝制支持を打ち出している。ただ、その一方で陳は、雲南の蔡鍔とも密かに通じていた。蔡鍔らが護国戦争を発動すると、長江上游総司令曹錕率いる北洋軍本隊とは異なり、積極的な討伐には動かなかった。
そして、袁世凱が1916年（民国5年）3月22日に皇帝即位を取り消し、四川省内でも反袁の世論が圧倒的となる。ついに5月22日に、陳宧も四川の独立を宣言した。袁は、四川軍第1師師長周駿を後任の四川将軍（正確には益武将軍署理四川軍務）に任命し、周は成都の陳を攻撃した。6月6日、袁世凱が死去し、翌7日に黎元洪が総統を継ぐと、8日に陳は独立を取り消した。24日、黎は蔡鍔を督理四川軍務兼民政長署理とし、陳と周は揃って北京へ召還された。これ以後、陳は軍事・政治いずれの面でも、実質的な力量を喪失したのである。

### 晩年
国民政府時代になると、陳宧は完全に政界から引退し、北平（北京）で文化人としての生活を送ることになった。日中戦争（抗日戦争）勃発後の1937年（民国26年）12月、親日の中華民国臨時政府が北平に成立すると、陳も同政府に招聘されたが、これを拒絶した。
1939年（民国28年）1月30日、呉佩孚が内外記者会見を開いて「和平救国宣言」を発表し、陳宧も和平救国会連盟の構成員として同宣言に連署していると報道された。ただし、陳が連署に至るまでの経緯や活動の具体性については不詳である。そもそも、この内外記者会見自体が、張燕卿による実態を伴わない宣伝であった可能性すら指摘されている。
同年10月24日、北平で死去。享年70（満69歳）。